# Wang Fengge
Wang Fengge (王凤阁 ; 1895-1937) est l'un des principaux meneurs des armées de volontaires anti-japonaises qui luttèrent contre l'armée impériale japonaise et l'État du Mandchoukouo à la suite de l'invasion de la Mandchourie de 1931.

## Biographie
Né à Tonghua dans la province du Jilin, Wang Fengge sort diplômé en 1914 de l'école normale de la ville, puis étudie les arts martiaux traditionnels. En 1922, il est nommé commandant d'une brigade de l'armée du Nord-Est. Il se retire en 1926, travaille dans les affaires et s'implique dans la société des grandes épées.
Après l'invasion de la Mandchourie en 1931, il monte une force de volontaires grâce à ses contacts avec des habitants des régions de Linjiang et de Ji'an et annonce la création de son armée en mars 1932.
En avril 1932, Tang Juwu se révolte au Huanren, établissant l'armée d'autodéfense du Liaoning. L'unité de Wang Fengge et d'autres groupes des Grandes épées rejoignent ses forces. Le 7 mai 1932, Wang attaque et occupe, conjointement avec l'armée anti-japonaise du Huinan de Fang Chun, le siège du comté de Liuho, et proclame la révolte contre les Japonais dans une circulaire par télégramme. L'unité de Wang, composée de 1 000 hommes, monte soudainement à 5 000 hommes, et est réorganisée en six brigades.
Fin février 1933, la plupart des grandes armées de volontaires ont fui vers en Union soviétique, d'où elles préparent leur retour. Wang, lui, ne fuit pas et mène des actions de guérilla en continuant à harceler les forces japonaises et du Mandchoukouo pendant plusieurs années au Liaoning. Il est capturé en 1937 après une bataille de trois jours et exécuté avec sa femme et son enfant.

## Source de la traduction
- (en) Cet article est partiellement ou en totalité issu de l’article de Wikipédia en anglais intitulé « Wang Fengge » (voir la liste des auteurs).